# Christophe de Quénetain
Pour les personnes ayant le même patronyme, voir Huchet de Quénetain.
 (mars 2025).
La mise en forme du texte ne suit pas les recommandations de Wikipédia : il faut le « wikifier ».
Les points d'amélioration suivants sont les cas les plus fréquents. Le détail des points à revoir est peut-être précisé sur la page de discussion.
- Les titres sont pré-formatés par le logiciel. Ils ne sont ni en capitales, ni en gras.
- Le texte ne doit pas être écrit en capitales (les noms de famille non plus), ni en gras, ni en italique, ni en « petit »…
- Le gras n'est utilisé que pour surligner le titre de l'article dans l'introduction, une seule fois.
- L'italique est rarement utilisé : mots en langue étrangère, titres d'œuvres, noms de bateaux, etc.
- Les citations ne sont pas en italique mais en corps de texte normal. Elles sont entourées par des guillemets français : « et ».
- Les listes à puces sont à éviter, des paragraphes rédigés étant largement préférés. Les tableaux sont à réserver à la présentation de données structurées (résultats, etc.).
- Les appels de note de bas de page (petits chiffres en exposant, introduits par l'outil «  Source ») sont à placer entre la fin de phrase et le point final[comme ça].
- Les liens internes (vers d'autres articles de Wikipédia) sont à choisir avec parcimonie. Créez des liens vers des articles approfondissant le sujet. Les termes génériques sans rapport avec le sujet sont à éviter, ainsi que les répétitions de liens vers un même terme.
- Les liens externes sont à placer uniquement dans une section « Liens externes », à la fin de l'article. Ces liens sont à choisir avec parcimonie suivant les règles définies. Si un lien sert de source à l'article, son insertion dans le texte est à faire par les notes de bas de page.
- La présentation des références doit suivre les conventions bibliographiques. Il est recommandé d'utiliser les modèles {{Ouvrage}}, {{Chapitre}}, {{Article}}, {{Lien web}} et/ou {{Bibliographie}}. Le mode d'édition visuel peut mettre en forme automatiquement les références.
- Insérer une infobox (cadre d'informations à droite) n'est pas obligatoire pour parachever la mise en page.

Pour une aide détaillée, merci de consulter Aide:Wikification.
Si vous pensez que ces points ont été résolus, vous pouvez retirer ce bandeau et améliorer la mise en forme d'un autre article.
Christophe Huchet de Quénetain, dit Christophe de Quénetain, (né en 1974) est un historien de l'art et antiquaire français, spécialiste de l’histoire des arts décoratifs  pour les XVIIe, XVIIIe et XIXe siècles.

## Biographie
Petit-fils du général comte Bertrand de Quénetain, docteur en histoire de l’art de  l'université Paris-Sorbonne, il fait des études de droit, l'École du Louvre (Histoire des arts appliqués à l’industrie et Architecture, décor et ameublement des grandes demeures) et les cours d’ébénisterie de l'École Boulle, avant de se consacrer à des recherches sur les maîtres-ébénistes parisiens du XVIIIe siècle, pour une maîtrise et un  diplôme d'études approfondies, DEA, d’Histoire de l’art et le titre d’élève diplômé de l'École pratique des hautes études, Sciences historiques et philologiques, IVe section. Il est professeur invité à la Sorbonne Université Abou Dhabi.
Historien de l’art des XVIIe, XVIIIe et XIXe siècles, il publie, en 2003, la monographie consacrée au maître-ébéniste Pierre Garnier  puis  celle de son père François Garnier, puis, en 2005, l’ouvrage qui met à jour la production de meubles de Pierre-Philippe Thomire, Les styles Consulat et Empire. Après avoir été auditeur de l’Institut des hautes études de défense nationale, il rédige la monographie de Nicolas Besnier, architecte, orfèvre du roi, directeur de la Manufacture royale de tapisseries de Beauvais, et échevin de la Ville de Paris. Dans le domaine pictural, il réalise le catalogue raisonné et la monographie d'Étienne-Barthélémy Garnier.
Antiquaire, il participe en septembre 2010 à sa première Biennale des antiquaires au Grand Palais où il présente une paire de fauteuils "habillés" par le couturier Alexis Mabille. De 2012 à 2024, il participe à la TEFAF tout d'abord dans la section Showcase puis avec la galerie Aveline-Jean-Marie Rossi dans des stands réalisé par Charles Zana, Pierre Yovanovitch, Pierre Peyrolle, Alexandre Benjamin Navet incluant des créations des artistes contemporains: Pascale Marthine Tayou, Daniel Buren, Johan Creten ou Stefano Pilati. De 2017 à 2023, il a été membre du conseil d'administration et du comité exécutif de The European Fine Art Fair.
Christophe de Quénetain a participé à la redécouverte de nombreuses œuvres d’art conservées dans de prestigieuses collections privées et publiques comme  le J. Paul Getty Museum, le musé d'Ecouen,la Staatsgalerie Stuttgart, le Musée de la céramique de Rouen, le château de Fontainebleau, SMK, Musée national du Danemark, Boston, The Museum of Fine Arts, The Art Institute of Chicago,The Toledo Museum of Art, le musée de l’Armée, Invalides, le Musée des beaux-arts de Troyes, le Musée Louis-Philippe du château d'Eu, le Musée du Louvre à Paris, le Musée Fabre à Montpellier, le Musée des Beaux-Arts à Orléans, le Musée des Beaux-Arts à Montréal, le musée Girodet à Montargis, le Musée du Cheval à Chantilly, le musée de la Céramique de Rouen, la James A. Rothschild Collection à Waddesdon Manor, The Museum of Fine Arts à Houston, le Qatar National Museum à Doha, le Musée des beaux-arts du Canada, le Musée des Beaux-Arts de Besançon, le Louvre Abu Dhabi et The Metropolitan Museum of Art à New York.

## Distinction
- Chevalier de l'ordre des Arts et des Lettres

## Expositions
- François Boucher, Fragments d’une vision du monde, Gl. Holtegaard, Holte, Danemark, 17 août- 4 novembre 2012, commissariat de Françoise Joulie.
- Imperial & Royal, L’âge d’or de la porcelaine de Sèvres, Paris, Galerie Aveline, 8 septembre-9 octobre 2016, commissariat de Camille Leprince.
- Anne Vallayer-Coster, protégée de Marie-Antoinette, Paris, Galerie Éric Coatalem, 2 novembre-16 décembre 2023, commissariat d'Éric Coatalem.
- Le trompe-l’œil, de 1520 à nos jours, Paris, musée Marmottan Monet, 17 octobre 2024-2 mars 2025, commissariat d'Erik Desmazières, de l'Institut, Sylvie Carlier et Aurélie Gavoille.

## Publications

### Ouvrages
- Pierre Garnier, 1726/27-1806, Dr.Colin Bailey, (préf.), Paris, 2003,  (ISBN 2859173919) (OCLC 54374659).
- Les Styles Consulat et Empire, Collection des styles, Paris, 2006,  (ISBN 2859174133) (OCLC 63693193).
- Une paire de fauteuils néoclassiques par Antonio Asprucci et Antonio Landucci « habillés » par Alexis Mabille, Paris, 2010.
- avec Benoît Puga (préf.), Bertrand Huchet de Quénetain - Souvenirs de guerre, Paris, 2022,  (ISBN 9782494716001).
- avec Moana Weil-Curiel, Prince Amyn Aga Khan (avt.-pr.), Hervé Lemoine (préf.), Étienne-Barthélemy Garnier, 1759-1849, de l'Académie royale à l'Institut de France' Paris, 2023,  (ISBN 978-2-87844-346-2).
- avec Michèle Bimbenet-Privat (préf.) et Michel David-Weill, de l'Institut (avt.-pr.), Nicolas Besnier (1685/86-1754) : architecte, orfèvre du roi et échevin de la Ville de Paris, Rennes, Presses universitaires de Rennes, 2024.

### Participations à des ouvrages collectifs
- "VI - Les sujets mythologique de François Boucher 70 Bacchus et Ariane, Bacchus transformé en raisins aux armes de France et de Navarre de la tenture des Amours des Dieux" in Françoise Joulie, François Boucher, Fragments d’une vision du monde, Gl. Holtegaard, Holte, Danemark, 17 août- 4 novembre 2012, Paris, 2013,p. 208-215  (ISBN 978-2-7572-0623-2).
- avec Guillaume Séret, "Du Directoire à l'Empire : vers une résurgence du mobilier en porcelaine", in Antoine d'Albis, Christophe Beyeler, Camille Leprince (ed.), Victor-André Masséna, prince d'Essling, Duke of Rivoli (pref.), Tamara Préaud, Christophe de Quénetain, Guillaume Séret, Catherine Seux-Trouvet, Napoléon & Sèvres, L'art de la porcelaine au service de l'Empire, Paris, 2016, p. 128-144,  (ISBN 9782954989747).
- avec Sophie Mouquin, "D’albâtre, de cristal et de porcelaine : Anne Vallayer-Coster, peintre de vases", in Jean-Patrice Marandel, Sophie Mouquin, Christophe Huchet de Quénetain, Anne Vallayer-Coster, protégée de Marie-Antoinette, cat. exp. Paris, Galerie Éric Coatalem, 2 novembre-16 décembre 2023, Paris, Galerie Éric Coatalem, 2023, p. p. 65-87.
- "Les créations 'de marqueterie, nouvelle façon d’Albane' de l’ébéniste Bernard Ier Van Riesen Burgh", in Véronique Meyer (dir.), Damien Tellas (dir.), Élodie Vaysse (dir.) et Bruno Guilois (dir.), Retraites savantes, L’art du XVIIe siècle, Mélanges en l’honneur d’Alain Mérot, Paris, Le Passage, 2024, p. 128-131.
- "Le trompe-l’œil chez Anne Vallayer-Coster", in Erik Desmazières (dir.), Sylvie Carlier (dir.) et Aurélie Gavoille (dir.), Le trompe-l’œil, de 1520 à nos jours, cat. exp. Paris, musée Marmottan Monet, 17 octobre 2024-2 mars 2025, Gand, Snoeck Publishers, 2024, cat. n° 34-35, p. 130-133.
- avec Sophie Mouquin, "L’ameublement de l’Arsenal : le goût Paulmy", in Olivier Bosc (dir.), Sophie Guérinot (dir.), L’Arsenal au fil des siècles. De l’hôtel du grand maître de l’artillerie à la bibliothèque de l’Arsenal, Paris, Le Passage / Éditions de la BnF, 2024, p. 158-172.
- avec Sophie Mouquin, "Le régulateur de parquet ’aux quatre parties du monde’", in Olivier Bosc (dir.), Sophie Guérinot (dir.), L’Arsenal au fil des siècles. De l’hôtel du grand maître de l’artillerie à la bibliothèque de l’Arsenal, Paris, Le Passage / Éditions de la BnF, 2024, p. 174-175.
- avec Sophie Mouquin, "La roue à livres", in Olivier Bosc (dir.), Sophie Guérinot (dir.), L’Arsenal au fil des siècles. De l’hôtel du grand maître de l’artillerie à la bibliothèque de l’Arsenal, Paris, Le Passage / Éditions de la BnF, 2024, p. 173.

### Articles
- « De quelques bronzes dorés français conservés à la Maison-Blanche à Washington D.C. », La Revue, Pierre Bergé & associés, no 6, March 2005, p. 54-57 (OCLC 62701407).
- « La table à ouvrage… », La Revue, Pierre Bergé & associés, no 6, mars 2005, p. 26-27 (OCLC 62701407).
- « La Méditation », La Revue, Pierre Bergé & associés, no 6, mars 2005, p. 24-25 (OCLC 62701407).
- "François Garnier", Saur, Allgemeines Künstlerlexikon - World Biographical Dictionary of Artists, Die Bildenden Künstler aller Zeiten und Völker, Band 49, Garchik-Càspàrdy, München, Leipzig, K.G. Saur Verlag, 2006, p. 372.
- "Pierre Garnier", Saur, Allgemeines Künstlerlexikon - World Biographical Dictionary of Artists, Die Bildenden Künstler aller Zeiten und Völker, Band 49, Garchik-Càspàrdy, München, Leipzig, 2006, p. 380-382.
- "Un bureau de Pierre Golle (1620-1685)", L’Estampille-L’Objet d’Art, no 416, septembre 2006.
- "The origin of a Parisian dynasty of craftsmen and artists: François Garnier (d. 1760), maître menuisier-ébéniste, father of Pierre Garnier (1726/27-1806), maître menuisier-ébèniste", grandfather of Étienne-Barthélémy Garnier (1759-1849), peintre d’histoire. », Furniture History", Volume XLVIII, 2012, p. 105-139.
- "Lorenzo Bononcelli, un artiste "peintre en scagliola" au service de Victor-Amédée II de Savoie.", ArtItalies, Bulletin de l'association des historiens de l'art italien, no 21, 2015, p. 31-38.
- avec Guillaume Séret, "A propos de quelques vases issus des collections Rothschild et conservés dans les collections publiques françaises", The French Porcelain Society Journal, Volume V, 2015, p. 213-228.
- avec Guillaume Séret, "Reflections on a Chinese cat, seated on bronze cushion, once in the collection of Madame de Pompadour", Colnaghi Studies Journal, IV, Mars 2019, p. 96-113[39].
- "Les études inédite de L’Objet d’Art, Le mystérieux Maître CSB, ébéniste des Électeurs de Bavière", L’Objet d’art, février 2020, n° 564, p. 74-81.
- avec Moana Weil-Curiel, "An inventory of the art collection of Etienne-Nicolas Dutartre de Bourdonné, 1782.", The Burlington Magazine, mai 2020, Vol. 162, n° 1406, Art in France, p. 388-403[40].
- avec Moana Weil-Curiel, "A ‘St John the Baptist’ by Nicolas de Largillière found.", The Burlington Magazine, août 2020, Vol. 162, n° 1409, Art in France, p. 645.
- "D’une commode de Bernard (II) Vanrisamburgh conservée au musée des Beaux-Arts de Caen et de quelques autres meubles de ce talentueux ébéniste…", Cahiers du Musée des beaux-arts de Caen & des Amis des Musées de Basse-Normandie, IV, 2023, p. 67-73.
- avec Moana Weil-Curiel, "Les études inédite de L’Objet d’Art, Quand Étienne-Barthélemy Garnier inspirait David", L’Objet d’art, novembre 2023, n° 605, p. 58-65.
- "Les études inédite de L’Objet d’Art, Nicolas Besnier, de l’architecture à l’orfèvrerie", L’Objet d’Art, juin 2024, n° 612, p. 56-61.
- avec Moana Weil-Curiel,« Claude Darras (1717-1788), worthy successor of Augustin Blondel de Gagny (1695-1776). », Furniture History, vol. LX, 2024, p. 95-156.

### Prix
- Prix Drouot des Amateurs du Livre d'Art 2025 pour Olivier Bosc (dir.), Sophie Guérinot (dir.),Gilles Pécout (avt-pr.), Marie-K. Aglan, Bruno Blasselle, Christophe Bottineau, Jérémy Chaponneau, Marianne Cojannot-Le Blanc, Étienne Faisant, Nadine Férey-Pfalzgraf, Alexandre Gady, Christophe Huchet de Quénetain, Marie-Élisabeth Jacquet, Marine Le Bail, Claire Lesage, Sophie Mouquin, Sophie Nauleau, Ève Netchine, Séverine Pascal, Fabienne Queyroux, Philippe Régnier, Rémi Verron, L’Arsenal au fil des siècles. De l’hôtel du grand maître de l’artillerie à la bibliothèque de l’Arsenal, Paris, Le Passage / Éditions de la BnF, 2024.